# カール・ベッカー

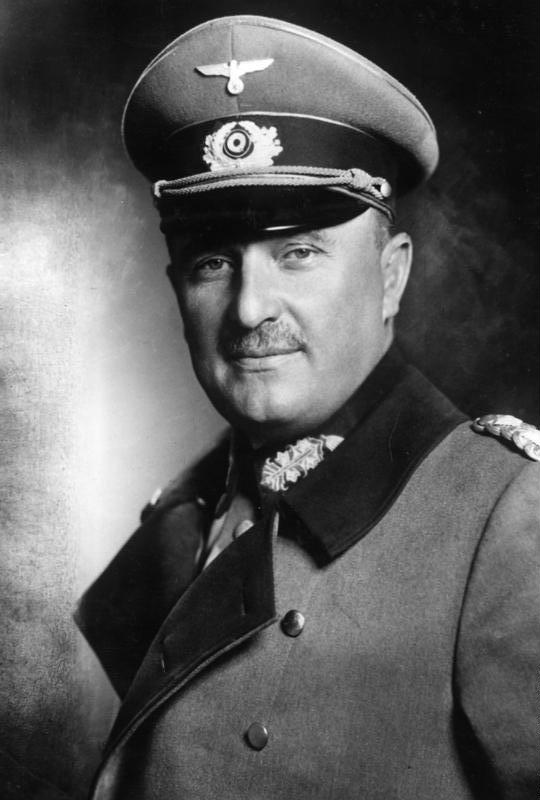
ベッカー大将（1937年3月）

カール・ハインリヒ・エミール・ベッカー（Karl Heinrich Emil Becker, 1879年9月14日 - 1940年4月8日）は、ドイツの陸軍軍人、弾道学者、兵器研究者。工学博士（Dr.-Ingenieur）。最終階級はドイツ陸軍砲兵大将。陸軍兵器局長を務めた。

## 経歴
シュパイアーに生まれる。故郷のギムナジウムを卒業。1898年7月にバイエルン王国軍第2砲兵連隊に入営。1905年に結婚し、二男をもうける。1906年から1909年までベルリン・シャルロッテンブルク軍事技術アカデミーで学ぶ。その後2年間、弾道学者カール・クランツ(de:Carl Cranz)の助手を務めた。1911年、砲兵試験委員会に属する。1914年の第一次世界大戦の開戦と同時に大尉として42 cm砲中隊の指揮官となった。1916年に再度砲兵試験委員に転じる。終戦と共に同委員会は解散し、ヴァイマル共和国軍の武器監察部が設置され、その部長に就任した。
1919年から1922年までベルリン・シャルロッテンブルク技術大学で化学を学び、工学博士号を取得。1922年に少佐に昇進。武器・兵器監察部は陸軍兵器局に改組され、1926年から弾道部及び弾薬部長を務める。1927年に中佐、1930年に大佐に昇進。1932年、陸軍兵器局試験部長に転じる。同年、プロイセン州文化省よりフンボルト大学の軍事学名誉教授に任命された。1933年3月、シャルロッテンブルク技術大学で軍事技術教授に就任し、一般技術学部（1935年より軍事技術学部）長を務める。そこでは新設の物理工学の講座も担当した。同年少将に昇進。1936年にカイザー・ヴィルヘルム学術協会の参事となり、1937年には国家研究委員会委員長に任命された。
1929年以降、陸軍兵器局研究部長としてロケット兵器開発を推進し、1931年のベッカーによる開発計画に基づき、1932年に液体燃料ロケット・ミラク3のプロトタイプを開発した。1936年にはペーネミュンデ陸軍実験場の設立者の一人となった。1936年10月に砲兵大将に昇進。1938年3月にクルト・リーゼ（de:Kurt Liese）の後任として陸軍兵器局長に就任した。
第二次世界大戦初頭の1940年4月、弾薬供給不足の責任を問われ、自殺した。シャルロッテンブルク工科大学前の広場で国葬が行われた。